# Lasioglossum bajaense
Lasioglossum bajaense är en biart som beskrevs av Mcginley 1986. Lasioglossum bajaense ingår i släktet smalbin, och familjen vägbin. Inga underarter finns listade i Catalogue of Life.